# Francesco d'Avalos
Pour les articles homonymes, voir Avalos.
Francesco d'Avalos (né le 11 avril 1930 à Naples, et mort le 26 mai 2014) est un compositeur et chef d’orchestre italien, descendant des D'Avalos, marquis de Vasto et princes de Pescara, une famille d'ancienne noblesse espagnole et du royaume de Naples.

## Biographie
Le jeune prince commence à étudier la musique à l'âge de 12 ans, le piano avec Vincenzo Vitale et la composition avec Renato Parodi. Il obtient son diplôme en composition musicale au conservatoire San Pietro a Majella de Naples, ainsi qu’en philosophie à l’université de Naples.
Il suit également des cours de direction d’orchestre à l’Académie Chigi de Sienne avec Paul van Kempen, Franco Ferrara et Sergiu Celibidache.
En 1972, il est appelé par Nino Rota pour enseigner la composition au Conservatoire de Bari, où il reste jusqu'en 1979 puis s'installe à Naples, où il enseigne la composition jusqu'en 1998.
Sa carrière de concertiste et d’administrateur s’est déroulée auprès de nombreux orchestres : ceux des RAI de Rome, Turin et Naples, de la Radio de Hambourg, de la Radio de Francfort, le Jerusalem Philharmonic Orchestra, l'Orchestre symphonique d'État hongrois, l'Orchestre philharmonique de Londres, et d'autres. Il a également dirigé à Copenhague, Lugano, Zurich, Stuttgart, Cologne, Lyon, Londres, au Teatro Comunale de Florence, au Teatro San Carlo de Naples, à la Scala de Milan et ailleurs.
D'Avalos a commencé à composer de la musique à l'âge de douze ans, mais Psyché, une composition qu'il a écrite à dix-sept ans est considérée comme étant son premier opus.
Il est un lointain parent de Maria d'Avalos, première épouse du compositeur italien Carlo Gesualdo, prince de Venosa. Ce dernier la tua par jalousie, ainsi que son amant, en 1590 à Naples. Le meurtre est resté célèbre dans les annales napolitaines. D'Avalos en tira un opéra (Maria da Venosa) en 1992.

## Œuvre
Francesco d'Avalos est l'auteur de nombreuses compositions, notamment :
1. Symphonie n° 1 pour soprano et orchestre,
2. Symphonie n° 2 pour soprano et orchestre,
3. Maria di Venosa, drame musical en deux parties pour orchestre, chœur et soli (1992),
4. Qumran, drame musical en trois parties pour soli, chœur et orchestre, avec récitant (2001),
5. Hymne an die Nacht pour orchestre,
6. Étude symphonique pour orchestre (dernier mouvement de la Première symphonie),
7. Psyché et Eros pour orchestre,
8. Musique pour un drame fictif, pour orchestre,
9. Trois poèmes lyriques sur des textes japonais, pour soprano et orchestre
10. Vexilla Regis pour chœur et orchestre,
11. Lignes pour soprano et orchestre,
12. La rivière Wang pour soprano et cordes,
13. Sonata da chiesa pour cordes,
14. Slava, suite pour cordes,
15. Quintette pour piano et cordes,
16. In Memoriam pour piano et orchestre,
17. Idylle pour piano et orchestre à cordes

Ses œuvres ont été jouées à plusieurs reprises et par divers interprètes, les principales exécutions étant : sa Première symphonie interprétée par l'Orchestre symphonique de la NDR (Sinfonieorchester des Norddeutschen Rundfunks de Hambourg), Hymne an die Nacht avec l’Orchestre symphonique de la Radio de Hesse, réalisé par Hans Werner Henze, Qumran dirigé par Eliahu Inbal à la Scala de Milan, et Idylle pour piano et orchestre à cordes, interprété par le pianiste Francesco Libetta, qui a également enregistré la partie de piano solo d'œuvres de d'Avalos.

## Distinctions
1. Prix de composition Marzotto en 1958,
2. Grand Prix International du Disque Académie Charles Cros - Paris 1990,
3. Prix Mra 1991, pour l'enregistrement de la troisième symphonie de Raff,
4. Idéal Compact Discothèque, 1991 pour l'enregistrement des symphonies de Franck et Chausson.

En 2005, la maison d'édition Bietti a publié le livre de d'Avalos La crise de l'Occident et la présence de l'histoire. - Le sens du XXe siècle à travers l'évolution de la musique.

## Source de la traduction
- (it) Cet article est partiellement ou en totalité issu de l’article de Wikipédia en italien intitulé « Francesco d'Avalos » (voir la liste des auteurs).